# Равногор
Равного́р (болг. Равногор) — село в Пазарджицькій області Болгарії. Входить до складу общини Брацигово.

## Населення
За даними перепису населення 2011 року у селі проживали 605 осіб.
Національний склад населення села:
| Національність   | Кількість осіб | Відсоток |
| ---------------- | -------------- | -------- |
| болгари          | 586            | 98,8%    |
| турки            | 0              | 0%       |
| інша             | 5              | 0,8%     |
| Всього відповіли | 593            |          |

Розподіл населення за віком у 2011 році:
Динаміка населення: